# 时光的味道
《时光的味道》是由中国大陆北京卫视推出的一档旅游/美食/真人秀, 于2018年9月16日首播.。 

## 播出信息
| 主持人      | 播出日期           | 地点     | 嘉宾                 |
| 黄宗泽      | 9月16日, 9月23日   | 西班牙   | 陈乐勤               |
| 张静初      | 9月30日, 10月7日   | 长白山   | 夏夏 , 王奕忱 , 点点 |
| 张哲瀚      | 10月21日, 10月28日 | 北京郊   | 小雨 , 苏苏          |
| 朱雨辰      | 11月4日, 11月11日  | 山东     | 陈龙                 |
| 谭松韵      | 11月25日, 12月2日  | 西安     | 董晴                 |
| 马可 (演员) | 12月9日, 12月16日  | 日本福冈 | 馬赫                 |